# روان أتكينسون
روان سيباستيان أتكينسون (بالإنجليزية: Rowan Sebastian Atkinson) (مواليد 6 يناير 1955) هو ممثل وفنان كوميدي وكاتب سيناريو إنجليزي، اشتهر من خلال عدة أعمال أهمها مستر بين، وبلاكادار. وظهر على الساحة الكوميدية في سكتش كوميدي شو وليست أخبار الساعة التاسعة في الفترة 1979 - 1982، بالإضافة لمشاركته في في كرات الشرطي السّري عام 1979. ولقد شارك في أعمال هزلية كمسرحية الخط الأزرق الرفيع 1995-1996، فاز سنة 1981 بجائزة الأكاديمية البريطانية للتلفزيون لأفضل أداء ترفيهي.
يعتبر أتكينسون من بين الكوميديين الخمسين الأفضل في تاريخ بريطانيا، ولقد نال مزيدًا من النجاح في أكثر من استطلاع للرأي عبر الأفلام التي لعب أدوارها مثل إجازة مستر بين وجوني إنجلش وجوني إنجلش ريبورن.

## النشأة
وُلد روان أتكينسون في 6 يناير 1955 في كونست، بمقاطعة درم شمال شرق إنجلترا. وهو الأصغر بين أربعة أولاد. كان والده، إيريك أتكينسون، مزارعًا ومدير شركة، ووالدته إيلا ماي (واسم عائلتها قبل الزواج بينبريدج)، وقد تزوجا في 29 يونيو 1945. أشقاؤه الثلاثة الأكبر منه هم: بول، الذي توفي رضيعًا؛ ورودني، وهو اقتصادي مناهض للاتحاد الأوروبي كاد أن يفوز برئاسة حزب استقلال المملكة المتحدة في انتخابات عام 2000؛ وروبرت.
نشأ أتكينسون على المذهب الأنجليكاني. وتلقى تعليمه في مدرسة درم كورسترز، وهي مدرسة تمهيدية، ثم التحق بمدرسة سانت بيز. وقد نشأ روان، ورودني، وروبرت في كونست، ودرسوا في مدرسة درم كورسترز مع توني بلير، الذي سيصبح لاحقًا رئيس وزراء المملكة المتحدة.
بعد حصوله على أعلى الدرجات في امتحانات المواد العلمية، التحق بجامعة نيوكاسل، حيث نال شهادة بكالوريوس العلوم في الهندسة الكهربائية والإلكترونية عام 1975. بدأ بعد ذلك دراسات الدكتوراه في الفلسفة لفترة وجيزة في كلية كوينز بجامعة أكسفورد، وهي نفس الكلية التي درس فيها والده عام 1935، قبل أن يكرّس نفسه بالكامل للتمثيل. وقد حصل لاحقًا على درجة الماجستير في الهندسة الكهربائية، وتم منحه لقب زميل شرفي للكلية في عام 2006. وقد تناولت أطروحة الماجستير التي نشرها عام 1978 تطبيقات التحكم الذاتي.
نال أتكينسون أول شهرة وطنية له من خلال مشاركته في عرض أكسفورد ضمن مهرجان إدنبرة المسرحي في أغسطس 1976. وكان قد كتب ومثّل سابقًا في عروض مسرحية بأكسفورد ضمن فرقة «الإتساتيراس»، وهي فرقة مراجعة مسرحية تابعة لنادي المسرح التجريبي، وكذلك ضمن جمعية أكسفورد الجامعية المسرحية. وخلال تلك الفترة، التقى بالكاتب ريتشارد كورتيس، وبالملحن هوارد غودال، اللذين واصل التعاون معهما طوال مسيرته الفنية.

## الحياة المهنية

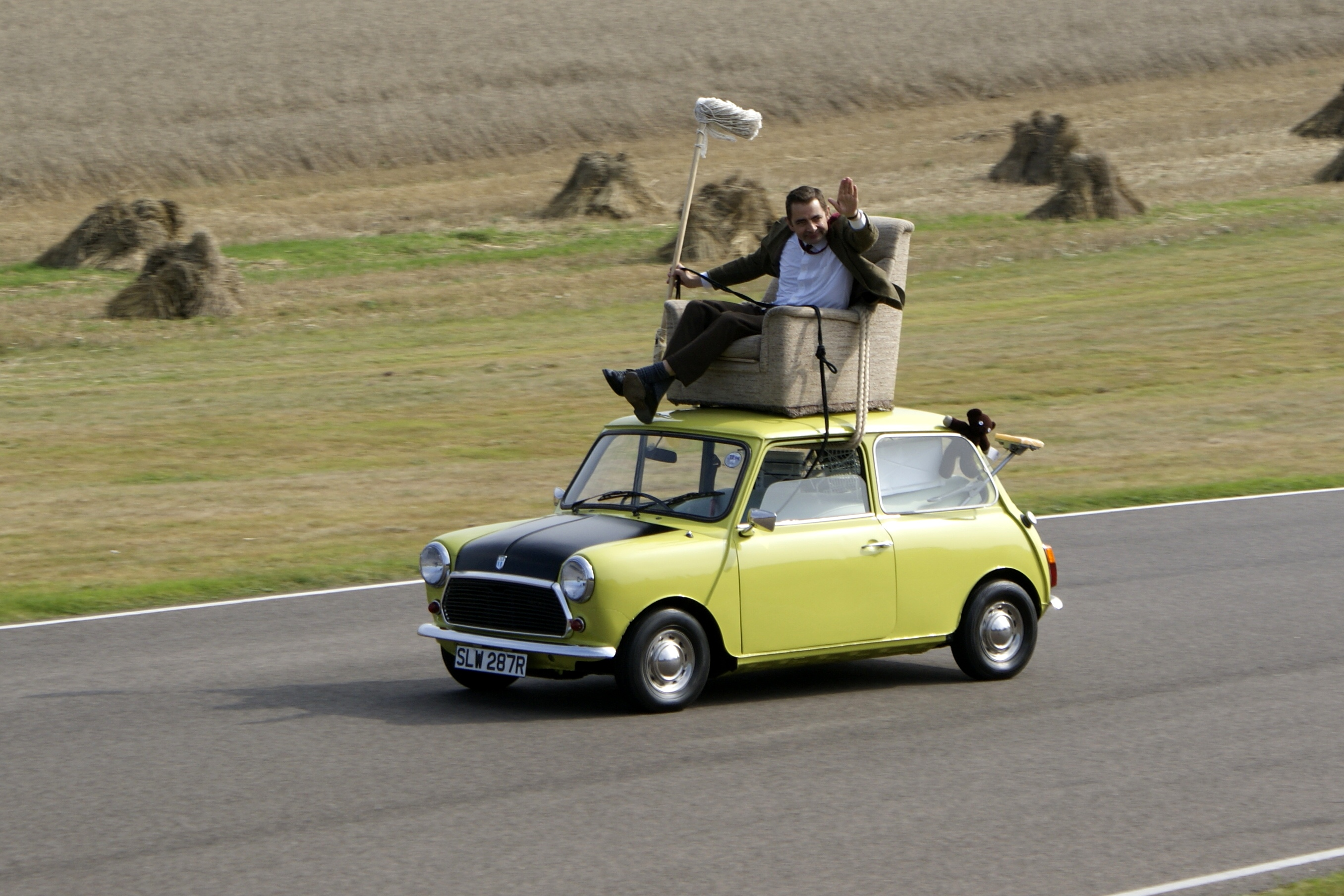
روان أتكينسون على متن سيارة صغيرة في حلبة جودوود في عام 2009

### الراديو
تألق أتكينسون في سلسلة من العروض الكوميدية لراديو بي بي سي 3. وقد سمي البرنامج ب«شعب أتكينسون». كان يتألف من سلسلة مقابلات ساخرة مع رجال عظماء خياليين. وقد لعب الدور بنفسه. كتب المسلسل بواسطة أتكينسون وريتشارد كورتيس وأنتجه غريف ريس جونز.

### السينما
بداية أتكينسون السينمائية بدأت مع جزء مساند لفيلم جيمس بوند غير الرسمي (لا تقل أبداً مرة أخرى) في عام 1983. وأخذ دوراً قيادياً في فيلم (الميت في الوقت المناسب) عام 1983 مع نايجل هوثورن. وشارك أيضا في الفيلم القصير الحائز على جائزة الأوسكار (تعيينات دينيس جينينغز) في 1988. وظهر مع ميل سميث كأول تجربة إخراجية في فيلم (الرجل الطويل) في عام 1989، وظهر جنباً إلى جنب مع أنجيليكا هيوستن ومي زيترليتج في فيلم الساحرات لروالد دال في عام 1990. كما مثل شخصية ديكستر هايمان في لقطات ساخنة! وجزء دوكس عام 1993، والمحاكاة الساخرة لرامبو 3، متقمصا فيهِ شخصية تشارلي شين.
اكتسب أتكينسون مزيداً من الأضواء في دوره بوصفه الكاهن الذي يتلعثم في الكلام في أربعة زيجات وجنازة عام 1994، وظهر في فيلم ديزني الأسد الملك عام 1994 أيضاً بصوت زازو، واصل أتكينسون بظهوره في أدوار مساندة في أفلام كوميدية بما في ذلك سباق الفئران 2001، سكوبي دو 2002، والحب الحقيقي 2003، وكوميدية الجريمة keeping mum 2005 الذي لعب بطولته أيضا كريستين سكوت توماس، ماغي سميث وباتريك سويزي.
بالأضافة إلى أدواره المساعدة، أتكينسون أستطاع أن يكون في دور بطولي. شخصيته التلفزيونية التي عرفه به العالم بشخصية مستر بين ولأوّل مرّة على الشاشة الكبيرة في فيلم بين عام 1997 الذي حقّق نجاحاً دولياً وتبعه فيلم مستر بينز هوليداي في العام 2007 والذي حقق بدوره نجاحاً دولياً وفي محاكاة ساخرة لجيمس بوند لعب دور البطولة في فيلم جوني أنغلش في عام 2003 وجزء ثاني له في فيلم جوني أنغلش ريبورن في عام 2011 وأخيرا فيلم جوني إنجلش يضرب مجددا في العام 2018.

### التقاعد من مستر بين
في نوفمبر من عام 2012، تبين أن شخصية مستر بين لن يتم تصويرها مرّة أخرى؛ «الأشياء التي كانت الأكثر نجاحاً بالنسبة إليه تجارياً ومادياً». وفي مراجعة لصحيفة الديلي تليغراف قال أتكينسون: «بصرف النظر في الحقيقة، تبدأ قدرتك البدنية بالانخفاض. وأعتقد أيضاً أن شخصاً في الخمسين من العمر يصبح حزين قليلاً.»

## الأسلوب الكوميدي
يُعرف روان أتكينسون بشكل خاص باستخدامه للكوميديا الجسدية في شخصية «مستر بين»، بينما تعتمد شخصياته الأخرى بشكل أكبر على اللغة. كثيرًا ما يؤدي أتكينسون أدوار شخصيات سلطوية، لا سيما القساوسة أو الرعاة، ويتحدث بجمل عبثية بأسلوب جاف تمامًا وخالٍ من التعابير. وقد كتب الصحفي أنور بريت: «رغم أن سخريته الجافة واضحة في حديثه، فإن أتكينسون – المحبوب من جمهور بلاك آدر كما جمهور مستر بين – يأخذ الكوميديا على محمل الجد».
وعن قدرته على الحفاظ على تركيزه أثناء لحظات التصوير الكوميدية، علّق أوليفر باركر، مخرج فيلم جوني إنجلش: «هناك مشهد يظهر فيه جوني إنجلش في اجتماع، يتحرك صعودًا وهبوطًا على كرسي مكتبي. كان تركيز روان في ذلك المشهد مذهلًا، لأن الجميع – دون أن يلاحظ – كانوا يكتمون ضحكهم، وعندما قلت ’اقطع!‘، انفجر الطاقم كله بالضحك».
من أشهر أدواته الكوميدية نطقه المبالغ فيه لحرف «الباء»، كما في طريقة لفظه لكلمة «بوب» في حلقة بيلز من بلاك آدر 2. يُذكر أن أتكينسون يعاني من تلعثم في الكلام، وتُعد المبالغة في النطق طريقة يتبعها لتجاوز الحروف الصعبة.
أسلوب أتكينسون المعتمد غالبًا على الكوميديا البصرية، والذي يُقارن بأسلوب النجم الكوميدي باستر كيتون، يجعله مختلفًا عن معظم الكوميديين المعاصرين في التلفزيون والسينما الذين يعتمدون بشكل أساسي على الحوار، إلى جانب فن الستاند أب القائم على المونولوجات. وقد أكسبه هذا التميز في الكوميديا البصرية لقب «الرجل ذو الوجه المطاطي»، وهو لقب أُشير إليه ساخرًا في إحدى حلقات بلاك آدر الجزء الثالث بعنوان «الحس والمنطق»، حين وصف بالدريك (الذي أدى دوره توني روبنسون) سيده السيد إي. بلاكآدر بأنه «كسول، أنفيّ، ذو وجه مطاطي».

## الحياة الشخصية
التقى روان أتكينسون سانتيرا ساستري في أواخر 1980، عندما كانت تعمل كفنانة للمكياج مع هيئة الإذاعة البريطانية، وهي من أب هندي وأم بريطانية. تزوجا في مدينة نيويورك في 5 فبراير 1990، ولهما ولدان.

### السياسة
في يونيو من عام 2005، قاد أتكينسون ائتلافاً ضم بعض أبرز الكُتَّاب الفاعلين في المملكة المتحدة، منهم نيكولاس هاينتر، ستيفن فراي، وإيان ماكيوان، وتوجهوا إلى البرلمان البريطاني في محاولة لإجبارهم على مراجعة مشروع قانون تجريم الأشخاص الذين يحرضون على الكراهية على أساس ديني أو عنصري. كان أتكينسون وجماعته يشعرون أن هذا القانون سيعطي المجموعات الدينية سلطة تتيح لها فرض رقابة على الفنون.
عام 2009، انتقد تشريع خطاب الخوف من المثليين، وقال إن مجلس اللوردات يجب أن يصوت ضد محاولة الحكومة إلغاء بند حرية التعبير من قانون كراهية مثليي الجنس.
عام 2012، أعرب عن دعمه ل حملة إصلاح القسم 5 الذي كان يهدف إلى إعادة صياغة أو إلغاء البند الخامس من «قانون النظام العام لعام 1986»، خاصة ما يتعلق ببند أن التحرش والإهانة يؤديان للاعتقال والعقاب.

### السيارات
مع ثروة تقدّر ب85 مليون جنيه أسترليني، أتكينسون قادر على الانغماس في حبه للسيارات والذي بدأ بقيادة سيارة والدته «موريس مينور» بالقرب من مزرعة العائلة. كتب للعديد من المجلّات الرياضية المرموقة التي تعنى برياضة السيارات منها سيارة وأوكتان وأيفو وسوبر كلاسيكس ومجلة UK لكنها لم تدم طويلاً وفيها أستعرض رؤيته في سيارة ماكلارين أف وان في العام 1995.
أتكينسون حائز على رخصة قيادة شاحنة اكتسبها في العام 1981 لأن الشاحنات عنده سحرٌ لديه، ولكي يضمن عملاً له في سن الشباب كعمله كممثل. وقد أستخدم هذه المهارة في لوازم الأفلام التي تحتاج الكوميدية. في العام 1991 تألق أتكينسون في روان أتكينسون سلسلة الحلقات حيث يتميز أتكينسون بالقيادة بالقرب من لندن في محاولة في حل هاجسه مع السيارات وفي مناقشة الأمر مع سائقي الأجرة ورجال الشرطة، بائعي سيارات المستعملة والمعالجين النفسيين. هو محب ومشارك في سباق السيارات، ظهر كسائق سباقات الذي لعب دور هنري بيركين في فول ثروتل على التلفاز في العام 1995.
وقد تسابق أتكينسون في السيارات الأخرى بما في ذلك سيارة رينو 5 جي تي توربو لمدة موسمين في سلسلة واحدة، هو يملك مكلارين إف 1 والذي كان ضالعاً في حادث في منطقة كابس بالقرب من جارستانج لانكشاير في ميترو أوستين في أوكتوبر من العام 1999 وأصيب بأضرار، مرة أخرى في حادث خطير من أغسطس من العام 2011 عندما أشتعلت النيران في السيارة وفقد أتكينسون السيطرة عليها وأصطدم في شجرة. يملك سابقاً سيارة هوندا NSX السيارات الأخرى التي يملكها تشمل أودي A8 وهوندا سفيك الهجينة.
السياسي في حزب المحافظين آلان كلارك هو نفسه متفانياً في السيارات ذات المحرّكات الكلاسيكية سجل في مذكراته ديارز «كان من الحظ أن التقي مع رجل أدركت في وقت لاحق أنه كان أتكينسون عندما كان يقود سيارته في أكسفوردشاير في مايو من العام 1984:» فقط بعد خروجه من الطريق السريع لاحظت أستون مارتن دي بي أس في8 على زلة الطريق مع غطاء محرّك السيارة حتى الرجل وراءها لم يكن سعيداً. قلت لجين علينا الانسحاب ونمشي للوراء ال DV8 A هي مناسبة جيدة للشماتة، كلارك كتب ليعطي أتكينسون دفعة لروس رايس إلى أقرب تلفون ولكنه شعر بخيبة أمل في ردة فعله اللطيفة ليتم التعرف، مشيراً إلى: أنه لم يكن متألقاً.
أتكينسون قال أن السيارة التي لا يود أن يمتلكها هي بورش "لدي مشكلة مع بورش، إنها سيارات جميلة ولكنني أعرف أنني لن أستطيع أبداً أن أعيش مع واحدة منها أبداً. بطريقة أو بأخرى بورش شعبية نموذجية ولا أتمنى لهم أي سوء أشعر من النوع من الناس أنا لست ذاهباً لأن أقول بأن بورش هي كومة من الروث ولكنني أنا نفسياً لن أتمكن من التعامل معها في حال من الأحوال إذا امتلكت واحدة منها.
ظهر في الحلقة الرابعة في السلسلة السابعة عشر من برنامج توب جيير في «نجم في سيارة بأسعار معقولة» عندما كان يقود سيارة كيا سبيد على مسار الاختبار حلّ في المركز الأوّل على البورد بوقت 1:42.2 ولكن في وقت لاحق كسر رقمه من قبل مات ليبلونك في الحلقة الثانية من السلسلة الثامنة عشر مسجلاً وقتاً على اللفة ب1:42.1.

### الجوائز والألقاب
حاز أتكينسون رتبة الإمبراطورية البريطانية في عيد الميلاد 2013 لخدماته في الدراما والإحسان.

### عطلة كينيا
بينما كان في رحلة لتمضية عطلة في كينيا في العام 2001 فقد قائد الطائرة الخاصة وعيه، وتمكن أتكينسون من الحفاظ على الطائرة في الهواء بهدوء لعدة دقائق حتى استعاد الطيار وعيه وتمكن من استعادة السيطرة على الطائرة.

## الأعمال
- 1979–1982: ليست أخبار الساعة التاسعة
- 1983: لا تقل أبدا مرة أخرى
- 1983–1989: بلاكادار
- 1988: مواعيد دينيس جينينغز
- 1989: الرجل الطويل
- 1990: الساحرات
- 1990–1995: مستر بين
- 1993: الطلقات الساخنة! الجزء الثاني
- 1994: أربع زيجات وجنازة
- 1994: الأسد الملك
- 1995–1996: الخط الأزرق الرفيع
- 1997: بين
- 2000: ربما طفل
- 2001: سباق الفئران
- 2002: سكوبي دو
- 2003: جوني إنجلش
- 2003: الحب الحقيقي
- 2005: كيبينغ مام
- 2007: إجازة مستر بين
- 2011: جوني إنجلش ريبورن
- 2017: الكوميدي المضحك الأعلى: الفيلم
- 2018: جوني إنجلش يضرب مجددا
- 2022: رجل في مواجهة نحلة
- 2023: ونكا

## الجوائز والتشريفات
- 1981: جائزة الأكاديمية البريطانية للتلفزيون لأفضل أداء ترفيهي.
- 1981: جائزة لورانس أوليفييه لأفضل أداء كوميدي.
- 1990: جائزة الأكاديمية البريطانية للتلفزيون لأفضل أداء ترفيهي.
- 2013: نيشان الإمبراطورية البريطانية من رتبة قائد.

## وصلات خارجية
- روان أتكينسون على موقع IMDb (الإنجليزية)
- روان أتكينسون على موقع ميتاكريتيك (الإنجليزية)
- روان أتكينسون على موقع الموسوعة البريطانية (الإنجليزية)
- روان أتكينسون على موقع روتن توميتوز (الإنجليزية)
- روان أتكينسون على موقع مونزينجر (الألمانية)
- روان أتكينسون على موقع قاعدة بيانات الأفلام العربية
- روان أتكينسون على موقع ألو سيني (الفرنسية)
- روان أتكينسون على موقع ميوزك برينز (الإنجليزية)
- روان أتكينسون على موقع تيرنر كلاسيك موفيز (الإنجليزية)
- روان أتكينسون على موقع أول موفي (الإنجليزية)
- سيرة روان أتكينسون على BFI Screenonline